# Aminoff

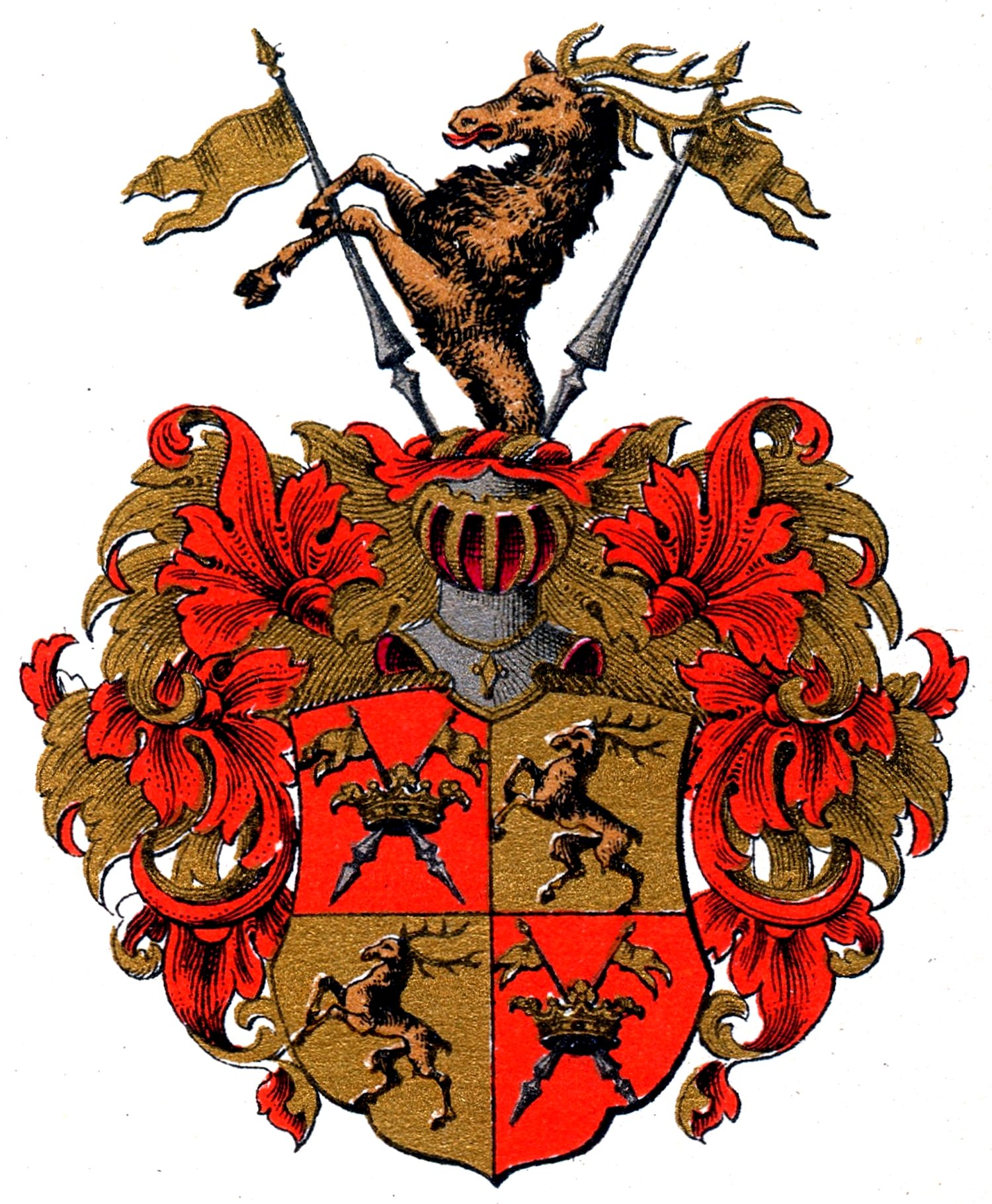
Brasão da família nobre Aminoff.

Aminoff é uma família nobre finlandesa e sueca. A família produziu estadistas, oficiais, cientistas, artistas, proprietários de terras, comerciantes e líderes industriais. Os títulos de conde e barão foram concedidos à família Aminoff.

## História
Os Aminoff têm origem em uma família de boiardo russa. As raízes da família remontam ao Sacro Império Romano-Germânico e à Rússia no século XII.

## Reino da Suécia
A Rússia entrou em um período de caos entre os séculos XV e XVI. O boiardo Feodor Aminev entrou para o serviço sueco em 1612. Ele foi nomeado membro da nobreza sueca em 1618. A família foi introduzida na Casa da Nobreza da Suécia em 1650 com o número 456.

## Grão-Ducado da Finlândia
O Império Russo conquistou a Finlândia da Suécia entre 1808 e 1809. O rei sueco Gustavo IV Adolfo elevou o tenente-general Johan Fredrik Aminoff ao título de barão em 1808.
Johan Fredrik Aminoff permaneceu na Finlândia. O imperador russo Alexandre I tornou a Finlândia um grão-ducado autônomo dentro do Império Russo em 1809. Alexandre I confirmou o título de barão de Aminoff em 1812 e concedeu-lhe o título de conde em 1819.
A família nobre Aminoff foi incorporada à Casa da Nobreza da Finlândia em 1818. O ramo baronial da família foi integrado à Casa na mesma ano, enquanto o ramo conde foi introduzido em 1821.